# NGC 4539
NGC 4539 (również PGC 41839 lub UGC 7735) – galaktyka spiralna z poprzeczką (SBa), znajdująca się w gwiazdozbiorze Warkocza Bereniki. Odkrył ją John Herschel 17 marca 1831 roku.